# First Folio

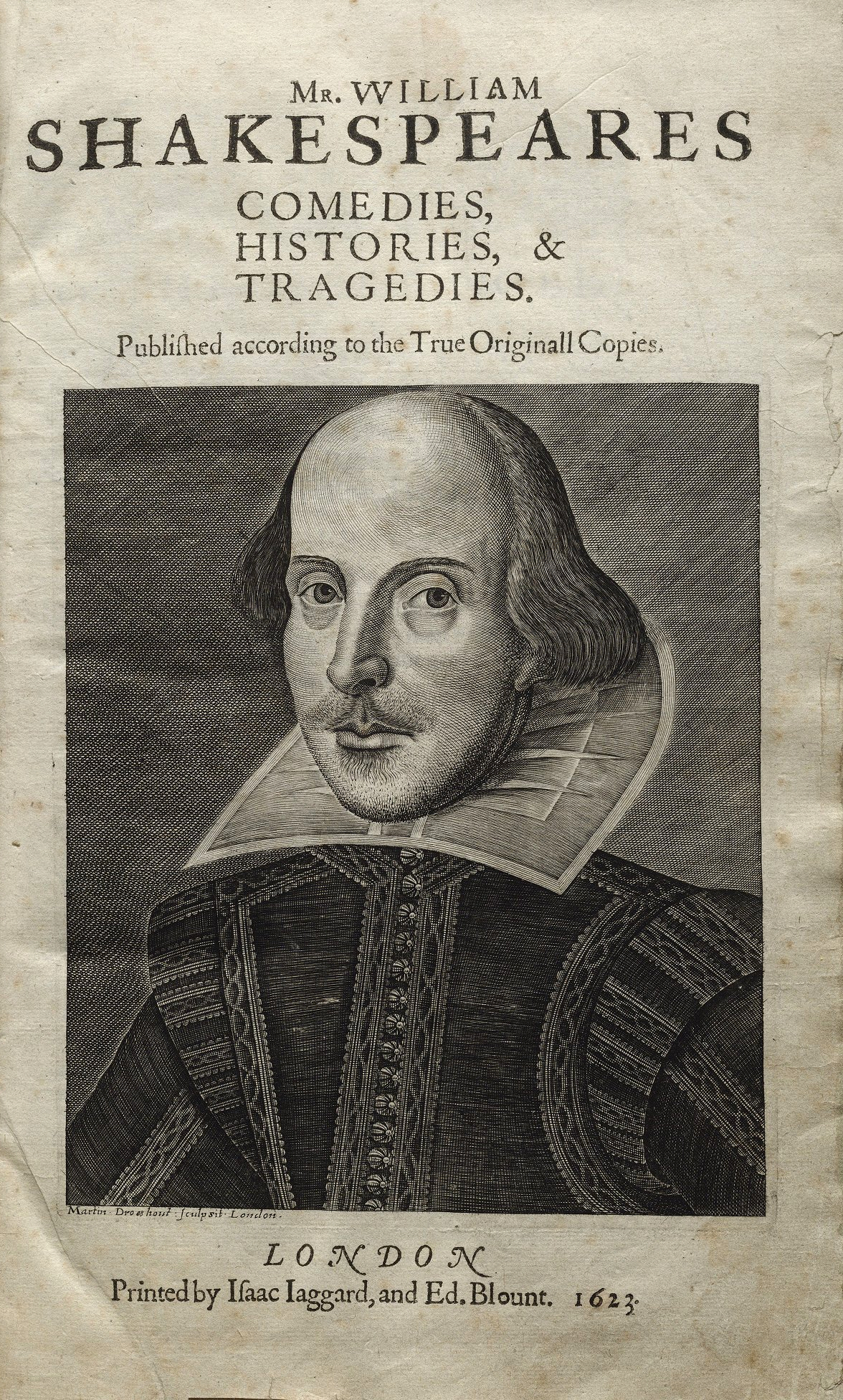
Omslag "First Folio"

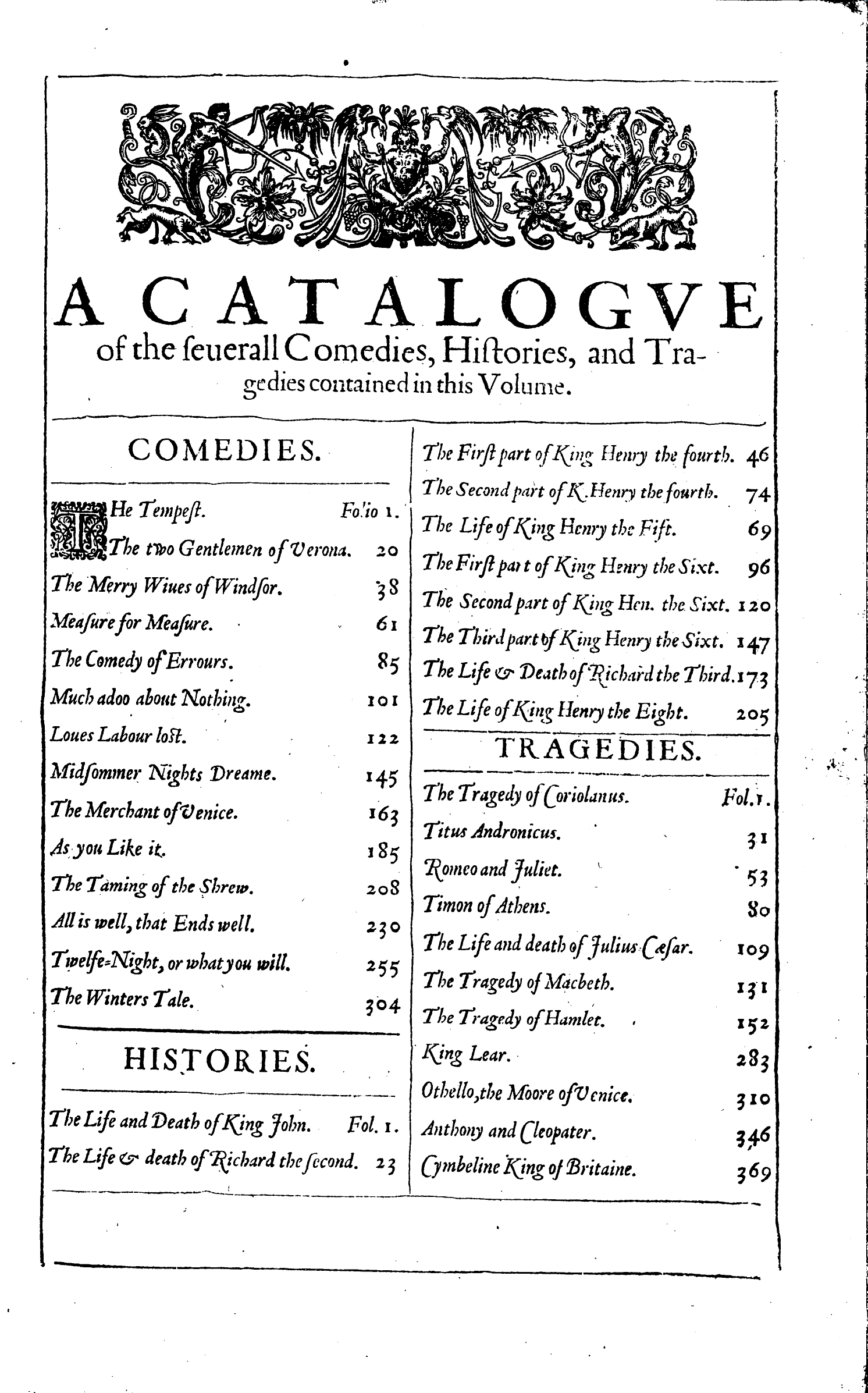
Innehållsförteckningen

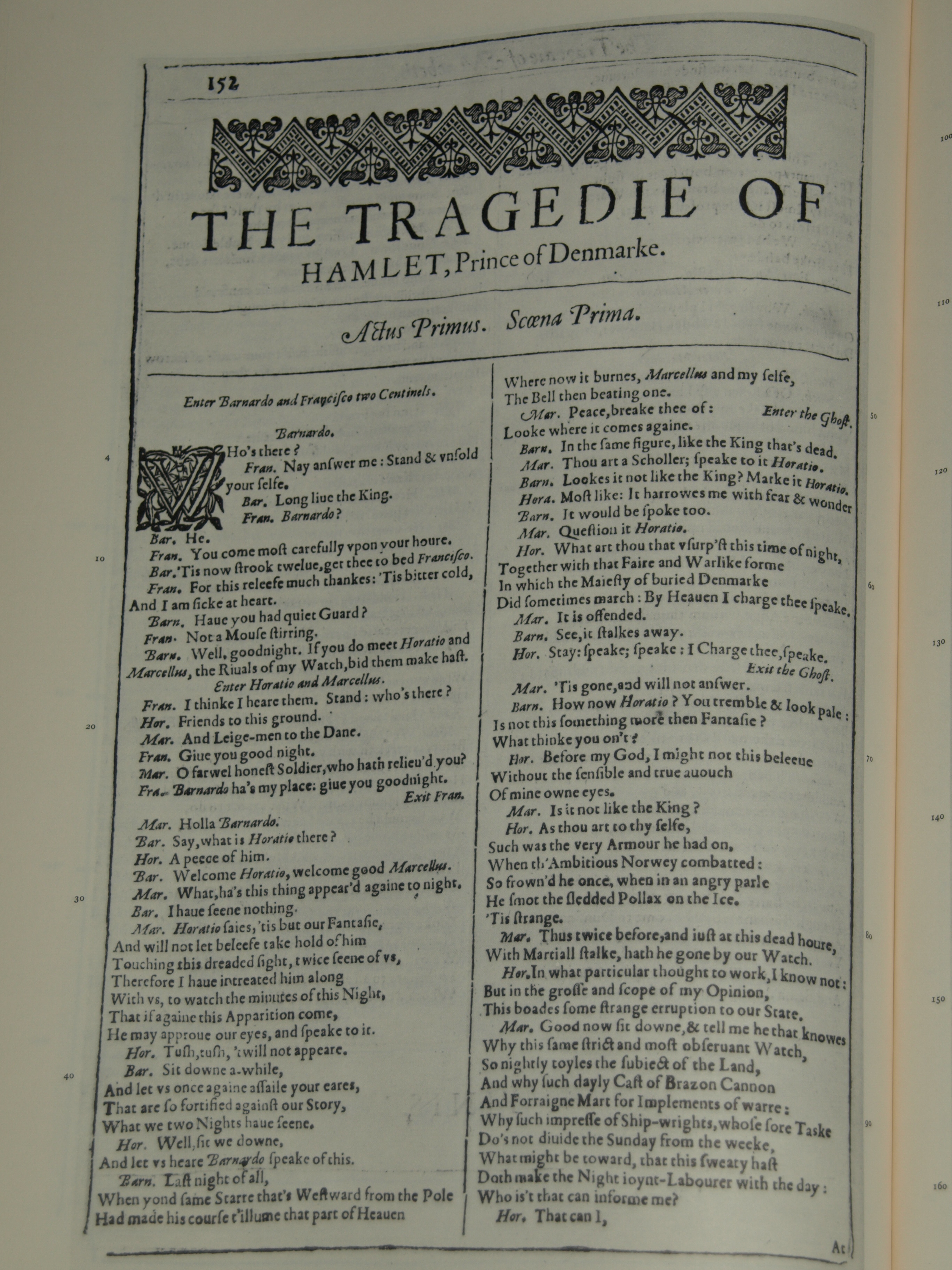
"Hamlet"

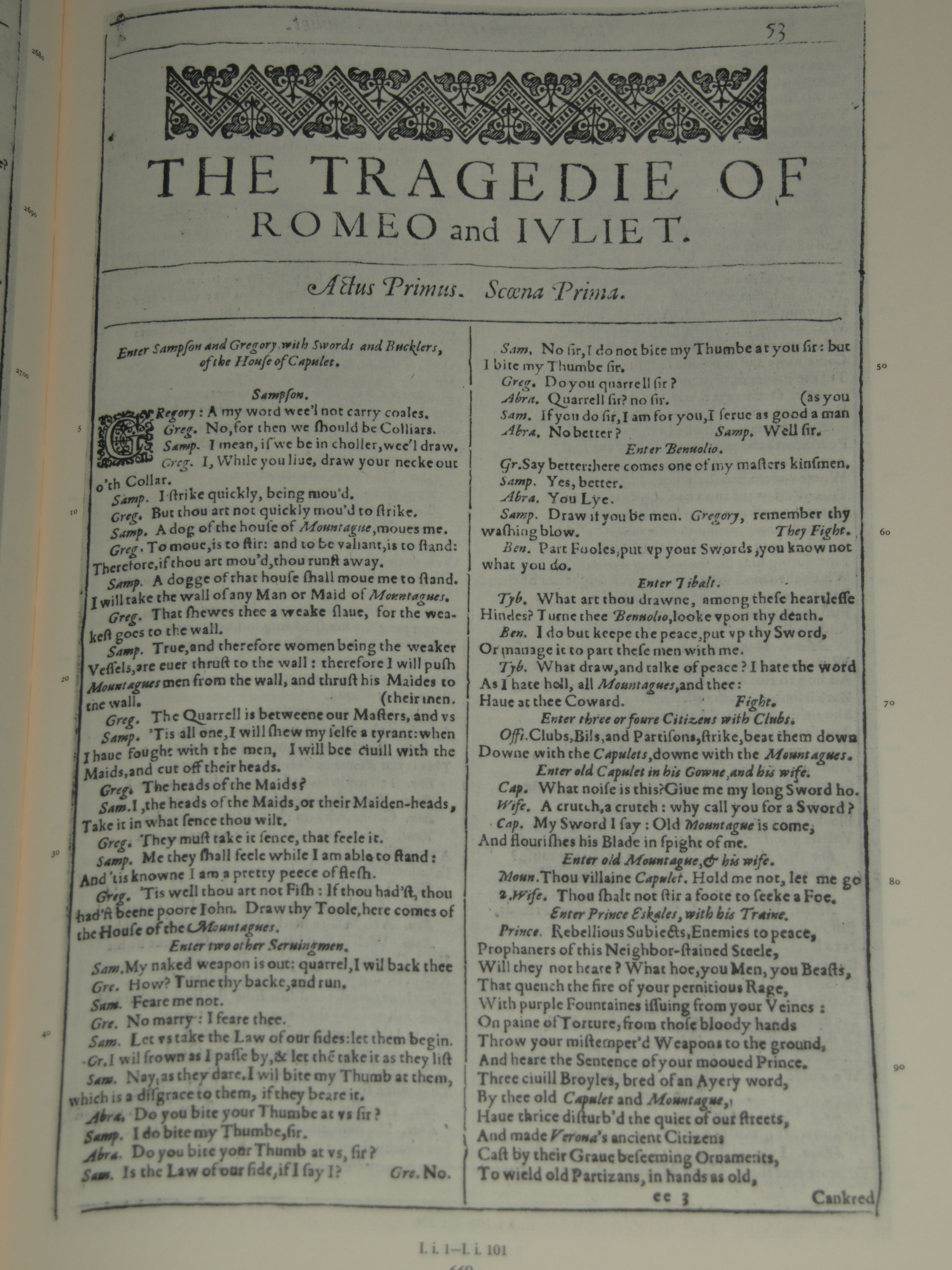
"Romeo och Julia"

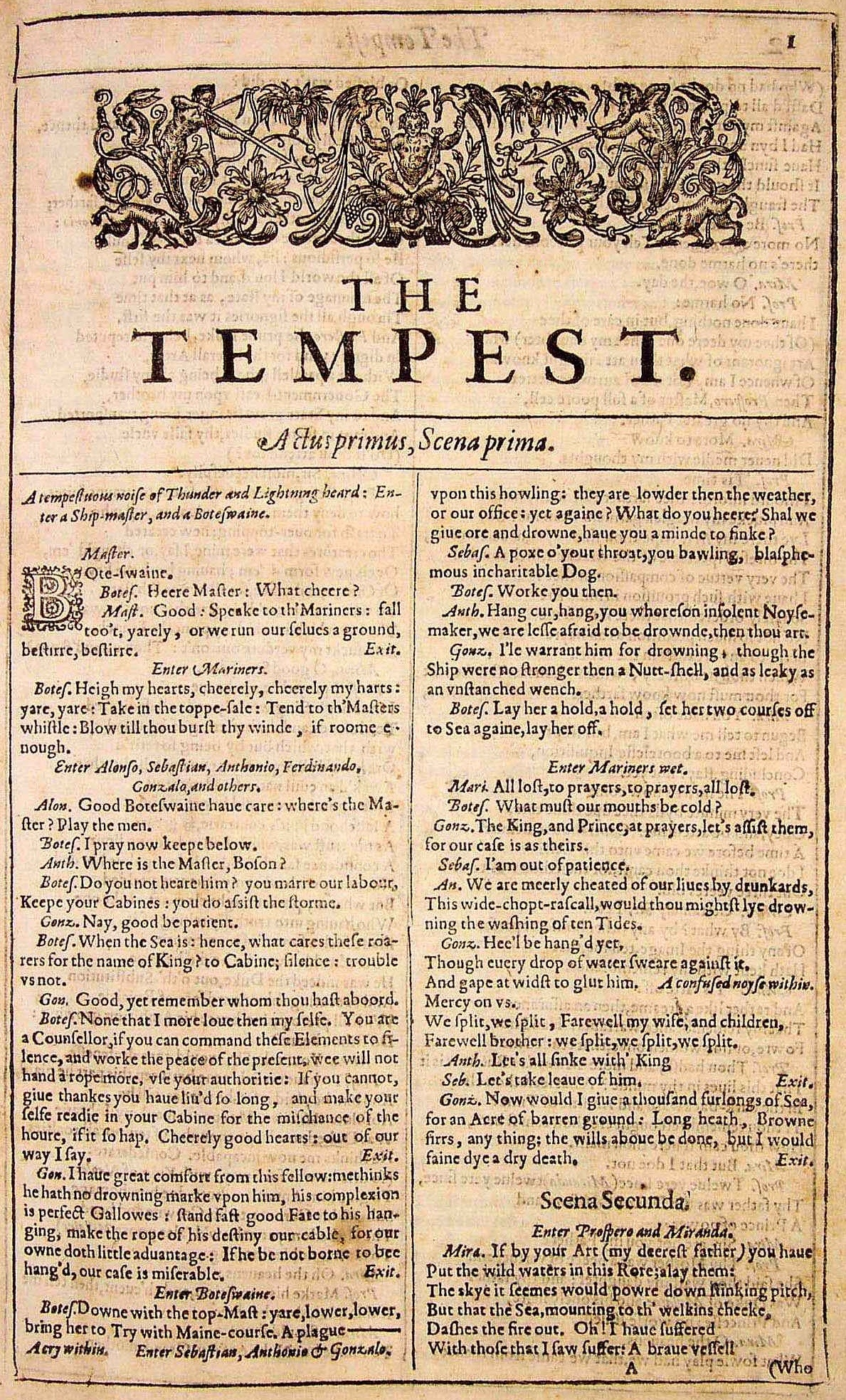
"Stormen"

First Folio (även F 1) är den vanliga beteckningen för boken Mr. William Shakespeares Comedies, Histories. & Tragedies., det första samlingsverket av William Shakespeares pjäser. Boken gavs ut 1623 och idag finns endast cirka 231 kända exemplar bevarade varav endast 40 är helt kompletta. Ett exemplar visas på en permanent utställning på John Ritblat Gallery vid British Library, övriga exemplar finns på en rad institutioner världen över, bland annat vid Bodleianska biblioteket.

## Boken
Boken innehåller avskrifter av 36 pjäser av Shakespeares sammanlagt 39 kända verk och omfattar 900 sidor. Flera av Shakespeares verk hade publicerats enskilt tidigare men boken är den första samlingen och innehåller ytterligare 18 tidigare opublicerade pjäser.
Shakespeares medarbetare John Heminges och Henry Condell samlade efter författarens död manuskript och anteckningar och överlämnade dessa till boktryckarna Edward Blount, William Jaggard och Isaac Jaggard vid "Stationers Company" i London som sammanställde dessa till en bok.
Porträttet av Shakespeare på titelbladet gjordes av den engelske gravören Martin Droeshout. Det är ett av endast två porträtt som anses vara autentiska avbildningar av William Shakespeare.
Heminge och Condell valde att dela in pjäserna i tre kategorier "Comedies", "Histories" and "Tragedies".
De pjäser som saknas i utgåvan är sagospelet Pericles och komedin The Two Noble Kinsmen.

### Komedier
- Stormen (The Tempest)
- Två ungherrar i Verona (The Two Gentlemen of Verona)
- Muntra fruarna i Windsor (The Merry Wives of Windsor)
- Lika för lika (Measure for Measure)
- Förvillelser (The Comedy of Errors)
- Mycket väsen för ingenting (Much Ado about Nothing)
- Kärt besvär förgäves (Love's Labour's Lost)
- En midsommarnattsdröm (A Midsummer Night's Dream)
- Köpmannen i Venedig (The Merchant of Venice)
- Som ni behagar (As You Like It)
- Så tuktas en argbigga (The Taming of the Shrew)
- Slutet gott, allting gott (All's Well that Ends Well)
- Trettondagsafton (Twelfth Night)
- En vintersaga (The Winter's Tale)

### Historiska verk
- Kung Johan (King John)
- Richard II
- Henrik IV del 1 (Henry IV Part One)
- Henrik IV del 2 (Henry IV Part Two)
- Henrik V (Henry V)
- Henrik VI del 1 (Henry VI Part one)
- Henrik VI del 2 (Henry VI Part Two)
- Henrik VI del 3 (Henry VI Part Three)
- Richard III
- Henrik VIII (Henry VIII)
- Troilus och Cressida (Troilus and Cressida)

### Tragedier
- Coriolanus
- Titus Andronicus
- Romeo och Julia (Romeo and Juliet)
- Timon av Aten (The Life of Timon of Athens)
- Julius Caesar
- Macbeth
- Hamlet (Hamlet)
- Kung Lear (King Lear)
- Othello
- Antonius och Cleopatra (Anthony and Cleopatra)
- Cymbeline

## Historia
Boken trycktes med start kring år 1621 och boken blev klar till försäljning i mitten på 1623. Upplagan låg kring cirka 750 exemplar och kostade kring 20 Shillings.
Bodleianska biblioteket köpte sitt exemplar 1624 då de hade avtal med boktryckaren.
Boken omtrycktes därefter i flera omgångar och upplagor med:
- Second Folio år 1632, utgiven av Thomas Cotes
- Third Folio år 1663, utgiven av Philip Chetwind
- Fouth Folio år 1685, utgiven av Henry Herringman

Folger Shakespeare Library införskaffade sitt första exemplar 1897 men äger idag 79 exemplar, cirka 35 procent av de kända exemplaren i världen.
2001 såldes ett exemplar vid en auktion på Christie's i New York för 6,1 miljoner $ USD.
2006 sålde Dr Williams's Library ett exemplar vid en auktion på Sotheby's för 2,8 miljoner £ GBP.
Idag finns 238 kända exemplar bevarade, däribland förutom 79 på Folger Shakespeare Library (Washington) 12 på Meisei Universitetet (Tokyo), 5 på British Library (London), 1 på Bodleianska biblioteket (Oxford), 1 på Brandeis University (Waltham, Massachusetts), 1 på Durham University (England) och 1 på State Library of New South Wales (Sydney). Endast 1 känt exemplar är ännu i privat ägo.